# 開江県
開江県（かいこう-けん）は中華人民共和国四川省達州市に位置する県。

## 行政区画
- 街道:淙城街道
- 鎮:新寧鎮、普安鎮、回竜鎮、永興鎮、講治鎮、甘棠鎮、任市鎮、広福鎮、長嶺鎮、八廟鎮、霊岩鎮
- 郷:梅家郷

## 交通
道路
- S20 万広高速道路（中国語版） （ 恩広高速道路（中国語版）を兼ねる）

省道
- 102省道
- 102省道

## 健康・医療・衛生
- 開江県人民医院
- 開江県第二人民医院
- 開江県中医院